# Cirrhigaleus
Cirrhigaleus – rodzaj morskich ryb chrzęstnoszkieletowych z rodziny koleniowatych (Squalidae).

## Rozmieszczenie geograficzne
Do rodzaju należą gatunki występujące w wodach zachodniego Oceanu Atlantyckiego, wschodniego i południowo-zachodniego Oceanu Indyjskiego oraz zachodniego i południowo-zachodniego Oceanu Spokojnego.

## Morfologia
Długość ciała do 126 cm.

## Systematyka
Rodzaj zdefiniował w 1912 roku japoński ichtiolog Shigeho Tanaka w publikacji własnego autorstwa poświęconej rycinom i opisem japońskich ryb. Gatunkiem typowym jest (oryginalne oznaczenie) C. barbifer.

### Etymologia
- Cirrhigaleus: łac. cirrus ‘lok, frędzel’; gr. γαλεoς galeos ‘rekin’[5].
- Phaenopogon: gr. φαινω phainō ‘błyszczeć, rzucać się w oczy’; πωγων pōgōn, πωγωνος pōgōnos ‘broda’[2]. Gatunek typowy (oryginalne oznaczenie): Phaenopogon barbulifer Herre, 1935 (= Cirrhigaleus barbifer Tanaka, 1912).

### Podział systematyczny
Do rodzaju należą następujące gatunki:
- Cirrhigaleus asper (Merrett, 1973)
- Cirrhigaleus australis White, Last & Stevens, 2007
- Cirrhigaleus barbifer Tanaka, 1912